# Rugby
O rúgbi (português brasileiro) ou râguebi (português europeu), também chamado rugby e rugby football, é um esporte coletivo de intenso contato físico. É originário da Inglaterra em 1845, quando suas regras foram pela primeira vez escritas. O rugby, no entanto, cultiva um mito fundador que remete sua origem a 1823.
Existem duas modalidades de rugby, o rugby union e o rugby league, jogados com regras diferentes e regulados por entidades distintas, constituindo-se como esportes distintos. A separação entre rugby union e rugby league se deu em 1895. Por sua maior difusão, o rugby union costuma ser chamado apenas de "rugby", "rúgbi" ou "râguebi".
O rugby union é jogado por duas equipes de 15 jogadores cada. A principal variação do rugby union é o rugby sevens (o "rúgbi a 7", "rugby de sete"), jogando por 7 jogadores de cada lado. Com isso, o rugby sevens é uma forma do rugby union. Para fazer a distinção entre a modalidade principal de 15 jogadores e o rugby sevens, o termo "Rugby XV" (com numeral romano) ou "Rugby de 15" é utilizado.
O rugby union conta ainda com formas modificadas como o rugby de praia (beach rugby), o rugby de fita (tag rugby), o rugby de toque (touch rugby), rúgbi subaquático (underwater rugby) e o rúgbi em cadeira de rodas.
O rugby league é jogado por duas equipes de 13 jogadores cada. A principal variação do rugby league é o rugby league nines, jogando por 9 jogadores de cada lado. O rugby league de 13 jogadores é comumente chamado "rugby league a 13", "Rúgbi a 13", "rugby league a XIII" ou "Rugby a XIII" (com numeral romano).
Em ambas as formas, o rugby é jogado em um gramado com duas goleiras em formato de H, e o objetivo é levar uma bola oval até a linha de fundo do time adversário e encosta-la no chão, realizando um try (e chutando ao gol para pontuação extra). A bola é segurada com as mãos mas há chutes também. Entretanto, é permitido passes apenas para as laterais ou para trás. Pode-se ainda segurar e derrubar o oponente com a posse da bola, realizando um tackle.

## História

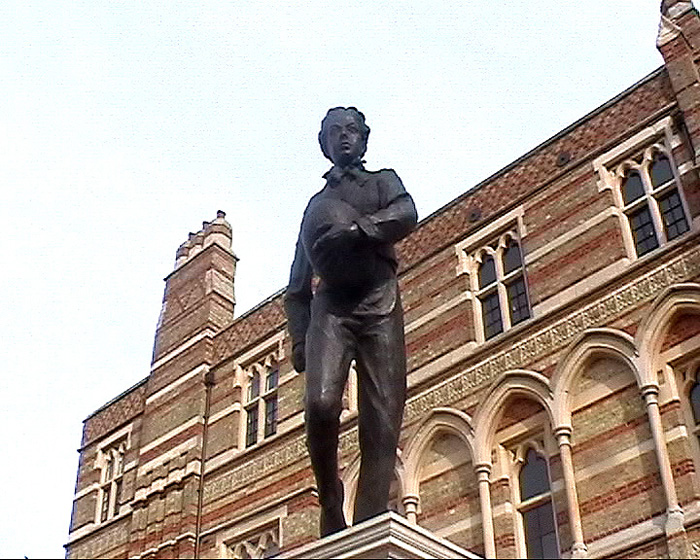
Estátua de William Webb Ellis na Rugby School

Uma lenda bem difundida diz que o desporto surgiu de uma jogada irregular de football na qual um jogador da Escola de Rugby (situado na cidade inglesa com o mesmo nome, em Warwickshire), de nome William Webb Ellis, teria pegada a bola do jogo com as mãos e seguido com ela até a linha de fundo adversária, em 1823. Pelo fato das regras do futebol (Association Football) terem sido estabelecidas apenas em 1863, o football praticado na época de Webb Ellis não era o futebol moderno.
Contudo, sabe-se que várias formas de jogo com bola existiram pela Europa no século XIX, e que tanto o rugby football (o rugby atual, que, atualmente, é controlado pela World Rugby) quanto o Football Association (o futebol atual, que, agora, é controlado pela Federação Internacional de Futebol) tiveram caminhos correlatos, sendo, portanto, dissidências de uma mesma forma de jogar futebol.

### Regras de 1845 e Fundação da Football Association
As primeira regras escritas para o Rugby Football foram redigidas por alunos da Escola de Rugby em 1845 e clubes fundados nos anos seguidas adotavam tais regras. A fundação da Football Association, que se deu em 26 de outubro de 1863, com 21 clubes, unificou as regras das principais vertentes do futebol da Inglaterra, como as de Cambridge e as de Sheffield, porém os adeptos das regras da Escola de Rugby não aderiram à nova organização.

### Rompimento com a Football Association e formação da Rugby Football Union
Devido a um desentendimento do clube de futebol Blackheath (um dos fundadores da The Football Association) cujo presidente era Francis Maude Campbell, sobre a retirada de duas regras do futebol pela Football Association (uma era sobre carregar a bola com as mãos, a outra sobre os tackles), em 26 de janeiro de 1871, durante uma reunião em um restaurante em Londres com representantes de 21 equipas da Inglaterra, foi fundada a Rugby Football Union, a primeira entidade controladora do esporte no mundo. Algernon Rutter foi eleito o primeiro presidente da Rugby Football Union e as primeiras leis do esporte foram oficializadas em junho de 1871.

### Primeiro jogo internacional

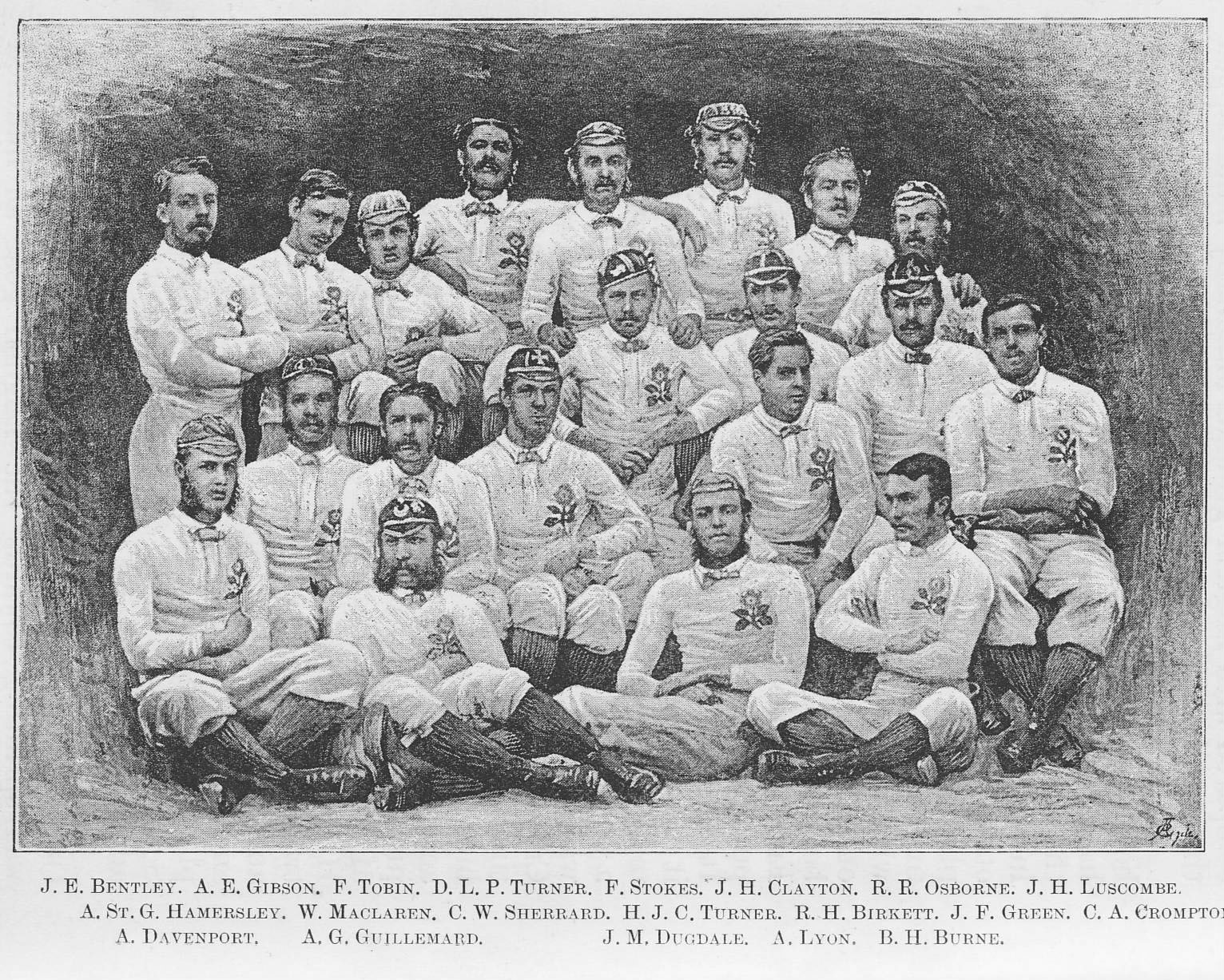
Seleção da Inglaterra no primeiro jogo internacional de rugby em 1871.

O primeiro jogo internacional de rugby foi disputado no Raeburn Place, em Andrew's, na Escócia, em 27 de março de 1871, entre a Escócia e a Inglaterra. O jogo foi vencido pela Escócia por um gol e um try contra um try da Inglaterra.

### Formação da International Rugby Football Board

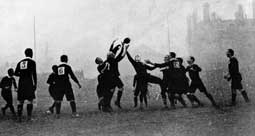
Jogo entre País de Gales e Nova Zelândia em 1905

Devido a uma discussão sobre um try entre as seleções da Inglaterra e da Escócia em um jogo em 1884, foi criada em 1886 a International Rugby Football Board pela Escócia, Irlanda e País de Gales. A Inglaterra se recusou a participar da International Rugby Football Board por de terem uma quantidade maior de clubes e por não aceitarem que a International Rugby Football Board regê-se as leis do esporte. A International Rugby Football Board proibiu seus membros de organizarem partidas contra a Inglaterra ou contra clubes ingleses até que a Rugby Football Union aceitasse entrar para a International Rugby Football Board. A Inglaterra só aceitou entrar na International Rugby Football Board em 1890. Em 1997, a International Rugby Football Board mudou a sua sede de Londres para Dublin. Em 1998, a entidade passou-se a chamar simplesmente International Rugby Board, e em 2014, World Rugby.

### Desavenças e formação darugby league
Devido a desavenças sobre o pagamento de jogadores e profissionalismo do rugby, em 29 de agosto de 1895, em um encontro em um hotel em Huddersfield, 20 clubes deixaram a Rugby Football Union e fundaram a Northern Rugby Football Union, que, em 1922, se passou a chamar Rugby Football League. O mesmo aconteceu em 1907 com oito clubes em Sydney, na Austrália, sendo formada, então, a New South Wales Rugby League. Mais tarde, com a autonomia dos dois códigos do esporte, eles começaram a se diferenciar em relação às regras.

### Evolução das regras

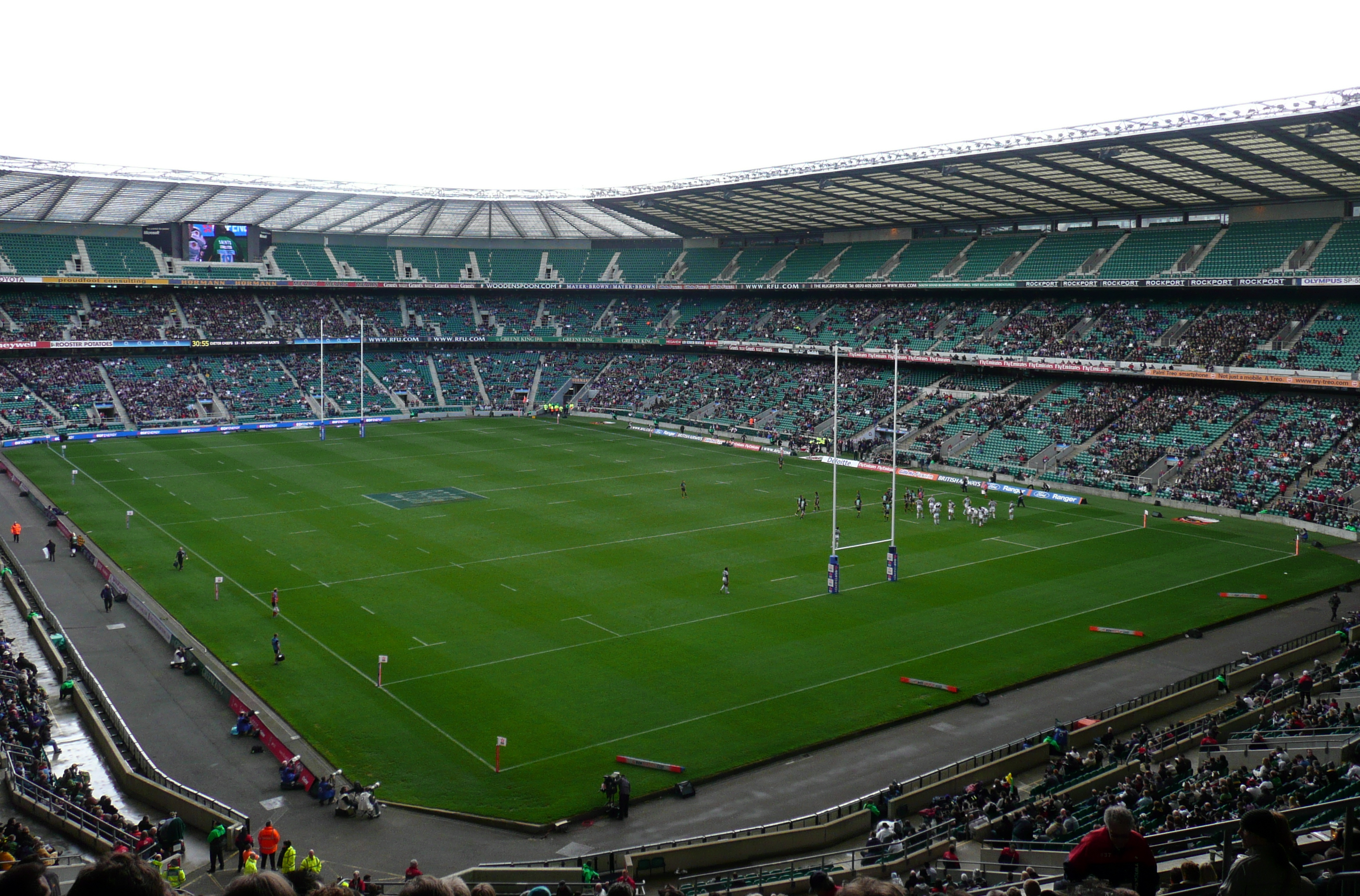
O Twickenham Stadium, um dos mais tradicionais estádios de rugby do mundo

Várias mudanças foram aplicadas ao rugby ao longo do tempo e continuam válidas até hoje.
- O número de jogadores foi reduzido de 20 para 15 em 1877.
- O primeiro sistema de contagem de pontos foi feito em 1889. Antes, era marcado apenas o ensaio e o gol separadamente.
- O valor do ensaio e da conversão variou ao longo dos anos. Até 1891, o ensaio valia 1 ponto e uma conversão valia 2 pontos. Depois o ensaio passou a valer 2 pontos e a conversão 3. Em 1893, o valor foi trocado e o ensaio passou a valer 3 pontos com a conversão valendo 2 (este valor da conversão mantém-se até hoje). Em 1971, o ensaio passou a valer 4 pontos e, em 1992, o ensaio passou a valer 5 pontos.
- O pontapé de ressalto passou a valer 4 pontos em 1891. Em 1948, passou a valer 3 pontos e mantém-se até hoje.
- O pontapé de penalidade valia 2 pontos até 1891, depois passou a valer 3 pontos e mantém-se até hoje.
- O goal from mark foi introduzido em 1899 inicialmente valendo 4 pontos, em 1905 passou a valer 3 pontos, e foi abandonado em 1971.
- Em 1892, foi adotado o formato da bola oval.

### Primeiro campeonato internacional

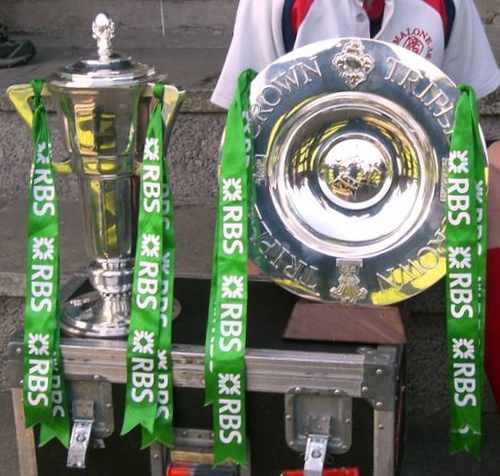
O torneio Six Nations (originalmente Home Nations Championship) é o campeonato esportivo entre seleções mais antigo do mundo ainda em atividade.

Em 1883, foi realizada a primeira competição internacional entre seleções, a Home International Championship, composta por Inglaterra, Escócia, Irlanda e País de Gales, sendo a Inglaterra a primeira campeã. Em 1910, a França entrou no campeonato que passou a se chamar Five Nations. Em 1931, a França saiu do campeonato que voltou a se chamar Home International Championship. Em 1947, após a Segunda Guerra Mundial o campeonato voltou a ser disputado juntamente com a França e voltou a ser chamado de Five Nations. Até 1993, não havia nenhum prêmio ao vencedor da competição (nenhum tipo de medalha ou troféu). No ano 2000, a Itália entrou no campeonato, que passou a se chamar Six Nations.

### Copa do Mundo
As primeiras ideias de um campeonato mundial de rugby surgiram no século XIX. A rugby league foi a primeira a adotá-lo, a partir de 1954, por iniciativa francesa. Por muito tempo, porém, por conta da baixa difusão global em alto nível da modalidade, os participantes se limitaram às seleções da Austrália, Grã-Bretanha, Nova Zelândia e França; apenas na década de 1990 é que a Copa do Mundo de rugby league teria uma expansão maior, comportando atualmente quatorze seleções. Treze edições já foram realizadas e os australianos, com nove títulos, são os maiores campeões, seguidos pelos britânicos (com três) e dos neozelandeses (com um, na em 2008).
O mundial de rugby union só seria posto em prática na década de 1980. Em 1982, foi sugerida à International Rugby Football Board a primeira edição da Copa do Mundo em março de 1983 no Reino Unido, mas a ideia não foi para frente. Em junho de 1983, a Austrália propôs ser sede do evento, sendo que a Nova Zelândia propôs uma junção à campanha da Austrália para realizar a Copa do Mundo. Em um encontro da International Rugby Football Board em Paris em 1985 a princípio todas as Home Nations eram contra a realização do evento, mas os esforços da Austrália, Nova Zelândia e França fizeram com que a África do Sul também votasse a favor (mesmo ela estando fora do evento devido ao apartheid). Logo após, a Inglaterra e País de Gales passaram a votar a favor.
Em maio de 1987, começava a primeira Copa do Mundo de rugby union, disputada em conjunto com a Austrália e a Nova Zelândia, com dezesseis nações convidadas de todos os continentes. A Nova Zelândia sagrou-se campeã. Em 1991, a segunda Copa do Mundo era disputada na Inglaterra, com a introdução das primeiras eliminatórias, tendo a Austrália como campeã. Em 1995, com o fim do apartheid, a África do Sul sediou a terceira copa do mundo, com sua seleção sagrando-se campeã. Em 1999, a quarta Copa do Mundo foi realizada no País de Gales, sendo vencida pela Austrália, que passou a ser a primeira seleção a ser bicampeã. Em 2003, a Copa do Mundo foi disputada na Austrália e a Inglaterra tornou-se a primeira campeã mundial do hemisfério norte. Em 2007, a copa foi disputada na França, sendo vitoriosa a seleção sul-africana, igualando o bicampeonato da Austrália. Em 2011, foi realizada na Nova Zelândia, sendo ela a vitoriosa, igualando o bicampeonato de Austrália e África do Sul. Em 2015, foi novamente realizada na Inglaterra, sagrando-se a seleção da Nova Zelândia vitoriosa, sendo a primeira a conseguir o tricampeonato. A Copa do Mundo de rugby union de 2019, por sua vez, foi realizada no Japão, onde a África do Sul voltou a ocupar o lugar mais alto do pódio, vencendo a Inglaterra na final, seguidas por Nova Zelândia e País de Gales, terceiro e quarto lugares.

### 1995, o profissionalismo

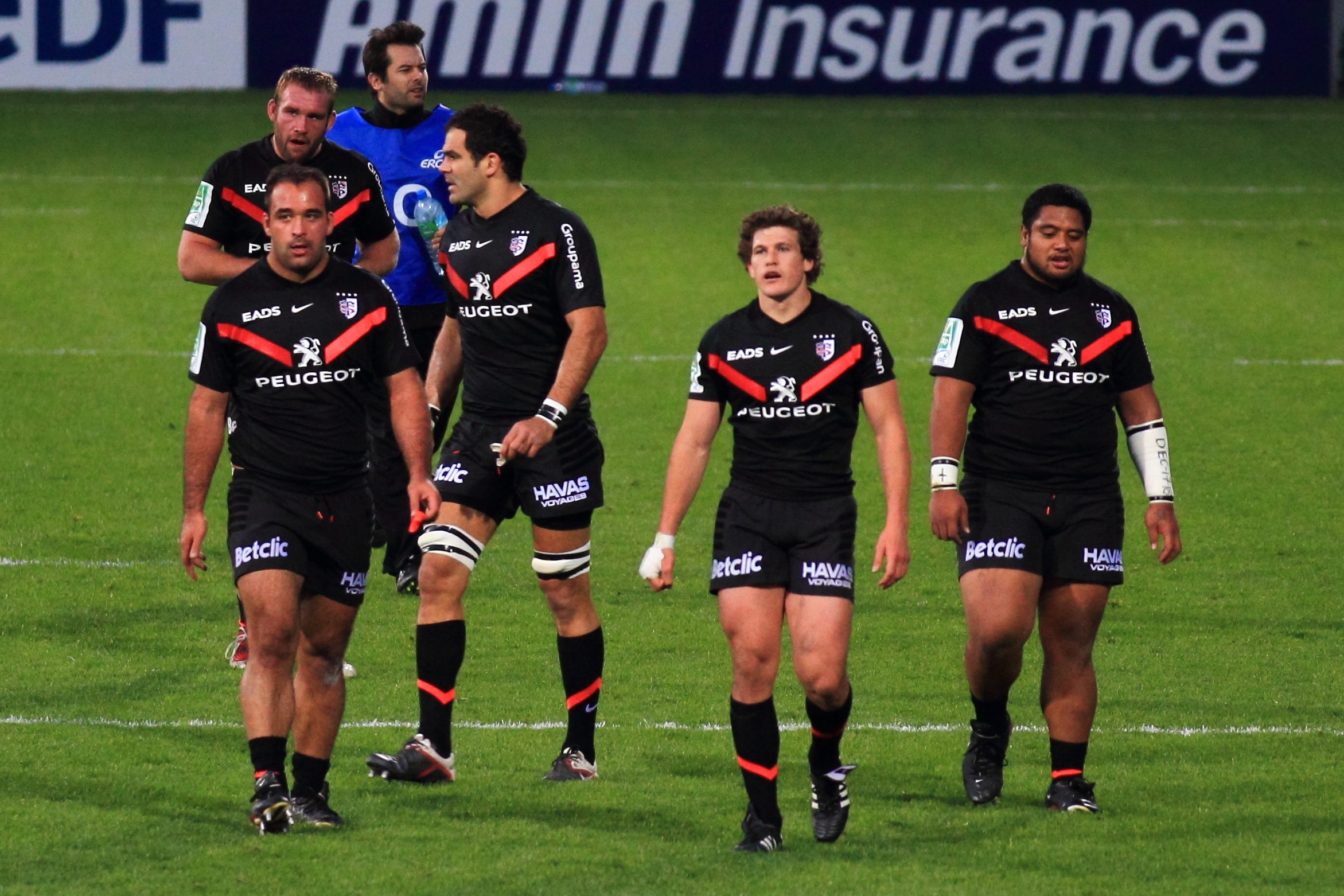
Jogadores profissionais do time do Stade Toulousain da França

Por tradição e por lei do World Rugby, o rugby era um esporte amador, tanto que essa foi a principal questão do rompimento da rugby union e da rugby league. A questão do amadorismo versus profissionalismo sempre foi muito discutida em torno do rugby union: por um lado, se defendia o amadorismo por preservar a verdadeira essência de amor ao esporte; por outro, se criticava o fato de o rugby ter se tornado um esporte de elite, onde apenas os ricos tinham condições de jogar.
Em 26 de agosto de 1995, curiosamente 100 anos após a criação da rugby league, a International Rugby Board declarou o rugby como esporte "aberto", removendo todas as limitações sobre pagamentos e contratos. O possível motivo dessa decisão se deveu ao fato da dificuldade da International Rugby Board em controlar o amadorismo no esporte.
Há quem critique a profissionalização argumentando que ela fez aumentar a diferença da qualidade de jogo entre as nações profissionais e não profissionais. O fato é que até hoje em dia muitas uniões ainda relutam contra a profissionalização (como a Unión Argentina de Rugby) e muitas outras ainda limitam a quantidade de clubes e competições profissionais.

## O jogo

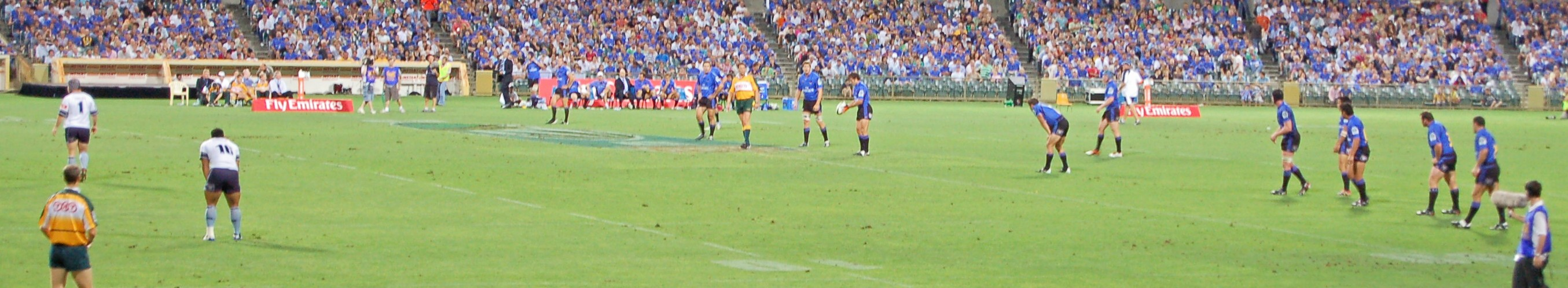
O Western Force da Austrália (de azul) contra Waratahs do mesmo país (de branco) no torneio Super 14

Existem duas versões do rugby: o rugby union (aqui em questão) e o rugby league (ver o artigo "Comparação entre rugby union e rugby league").
O rugby é disputado por duas equipes de quinze jogadores, numa partida de duas partes de quarenta minutos contínuos. O relógio só para quando algum jogador da 1ª linha necessita de cuidados médicos.

## O objetivo do jogo
O objetivo do jogo é marcar o maior número de pontos.

### Bola
A bola de rugby é de formato oval, de couro ou de material sintético apropriado. Ela pode ser tratada de modo a torná-la resistente à água e facilitar a aderência. Seu comprimento varia de 28,0 cm a 30,0 cm, com uma circunferência total de 74,0 cm a 77,0 cm, e de seção transversal de 58,0 cm à 62,0 cm, sua pressão deve estar entre 65,71 e 68,75 kPa, tendo assim, entre 410 e 460 gramas. Bolas menores podem ser utilizadas para jogadores mais novos.

### Campo
O campo é de formato retangular, tem comprimento máximo de 144 metros e largura máxima de 70 metros. É dividido pela linha do meio de campo. Também é dividido em duas regiões de touch in goal entre 10 e 22 metros de comprimento. A superfície deve ser de grama (português brasileiro) ou relva (português europeu), mas também pode ser areia, barro, neve ou grama artificial (português brasileiro) ou relva sintética (português europeu). O jogo pode ocorrer sobre a neve, desde que a neve e a superfície subjacente sejam seguros para tal. Não é permitido jogar em uma superfície dura permanente, como concreto ou asfalto. No caso de grama artificial, esta deve estar em conformidade com os regulamentos.

### Equipe
Uma equipe de rugby contém 15 jogadores titulares e, normalmente, 8 suplentes. A posição dos jogadores em campo geralmente é composta em linha paralela, sendo que os jogadores não podem se posicionar à frente da bola em jogo.

### Equipamento
No rugby são usadas apenas proteções flexíveis, feitas geralmente de tecido, espuma ou borracha. Algumas delas são obrigatórias. Usa-se também:
- Chuteiras — exclusivas ao desporto, com travas maiores.
- Ombreira — Espécie de colete com partes amaciadas. Existem modelos que protegem os ombros, o abdômen, o peitoral, as costas e o bíceps, ou apenas algumas dessas partes. É usada por debaixo da camisola, não sendo portanto visível.
- Boqueira — Proteção para os dentes. Sendo mais comum apenas a proteção única (apenas para os dentes superiores), para não atrapalhar a respiração, ou a comunicação entre os jogadores.
- Scrum cap — Espécie de capacete com partes amaciadas para proteger o crânio de impactos de pequena e média força. Seu principal uso é de proteção para as orelhas, evitando o atrito dessas e possível deformação das mesmas. O scrum cap é mais utilizado pelos avançados do que pelos linhas. A utilização não é obrigatória e a maioria dos jogadores não a utiliza.

### Pontuação
O rugby union apresenta a conquista de seus pontos de forma similares ao futebol de campo americano, que se originou em parte do rugby. A pontuação do rugby se dá da seguinte forma:
- Ensaio ou Try — 5 pontos — É marcado quando um jogador consegue apoiar com uma das mãos a bola no chão (toque no solo) dentro da "área de validação" da equipe adversária, que fica no sentido de ataque, após os postes. O local onde é marcado o try define a posição e onde será batido chute de conversão.[19]
- Conversão — 2 pontos — Sempre após o try, a equipe que marcou tem a possibilidade de chutar em direção aos postes do ponto paralelo dentro do campo de jogo àquele em que a bola foi apoiada na "área de validação", tentando fazer com que a bola passe por cima da trave e entre os postes da equipe adversária.
- Pontapé de ressalto ou Drop goal — 3 pontos — Durante a partida, um jogador pode desferir um chute tentando fazer a bola passar por cima da trave e entre os postes da equipe adversária. O jogador deve obrigatoriamente fazer a bola tocar no chão e no retorno fazer um chute imediato.
- Pontapé de Penalidade ou Penalty Goal — 3 pontos — Ao sofrer uma falta, a equipe pode optar por tentar fazer um chute aos postes no local onde ocorreu a infração.

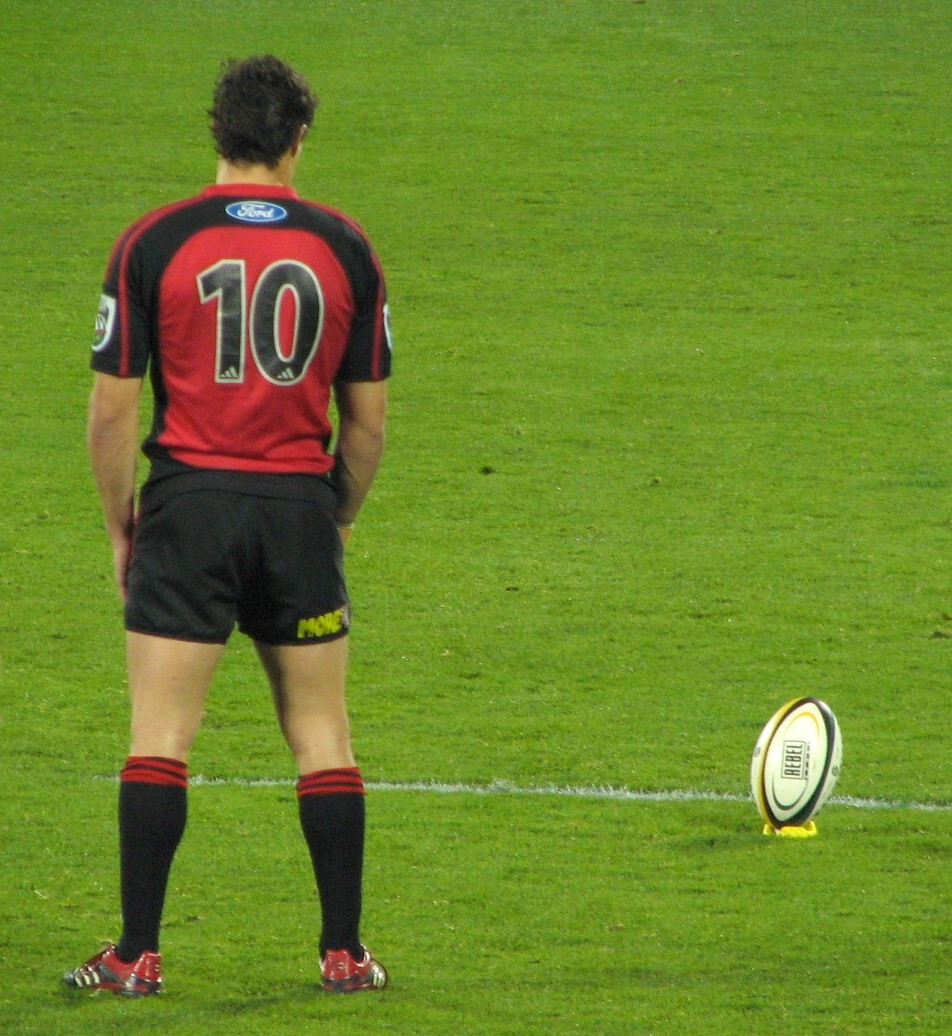
Jogador prestes a tentar uma conversão.

## Posições
- Azul: Avançados (forwards)
  - 1 – Pilar fechado (loosehead prop)
  - 2 – Talonador (hooker)
  - 3 – Pilar aberto (tighthead prop)
  - 4 – Segunda linha (second row)
  - 5 – Segunda linha (second row)
  - 6 – Asa cego (blindside flanker)
  - 7 – Asa aberto (openside flanker)
  - 8 – Oitavo (number 8)
- Vermelho: Recuados (backwards)
  - 9 – Formação (scrum half)
  - 10 – Abertura (fly-half)
  - 11 – Ponta esquerdo (left wing)
  - 12 – Primeiro centro (inside centre)
  - 13 – Segundo centro (outside centre)
  - 14 – Ponta direito (right wing)
  - 15 – Zagueiro (fullback)

1 — Pilar
2 — Talonador
3 — Pilar
4 — Segunda Linha
5 — Segunda Linha
6 — Asa/ Ponta Fechado
7 — Asa/ Ponta Aberto
8 — N.º 8/ Oitavo
9 — Médio de formação/ Half
10 — Médio de Abertura/ Abertura
11 — Ponta/ Asa Esquerdo
12 — Primeiro Centro
13 — Segundo Centro
14 — Ponta/ Asa Direito
15 — Defesa/ Full back

## Pontuação em torneios
O sistema de pontuação de torneios geralmente usa o seguinte esquema:
- Vitória — 4 pontos
- Empate — 2 pontos
- Derrota — 0 pontos
- Ponto bônus — independentemente do resultado do jogo um time pode ganhar um ponto de bônus através dos seguintes critérios:
  - Marcar pelo menos 4 tries no jogo
  - Perder por uma diferença de 7 ou menos pontos

## Regras dorugby

### Linha imaginária da bola

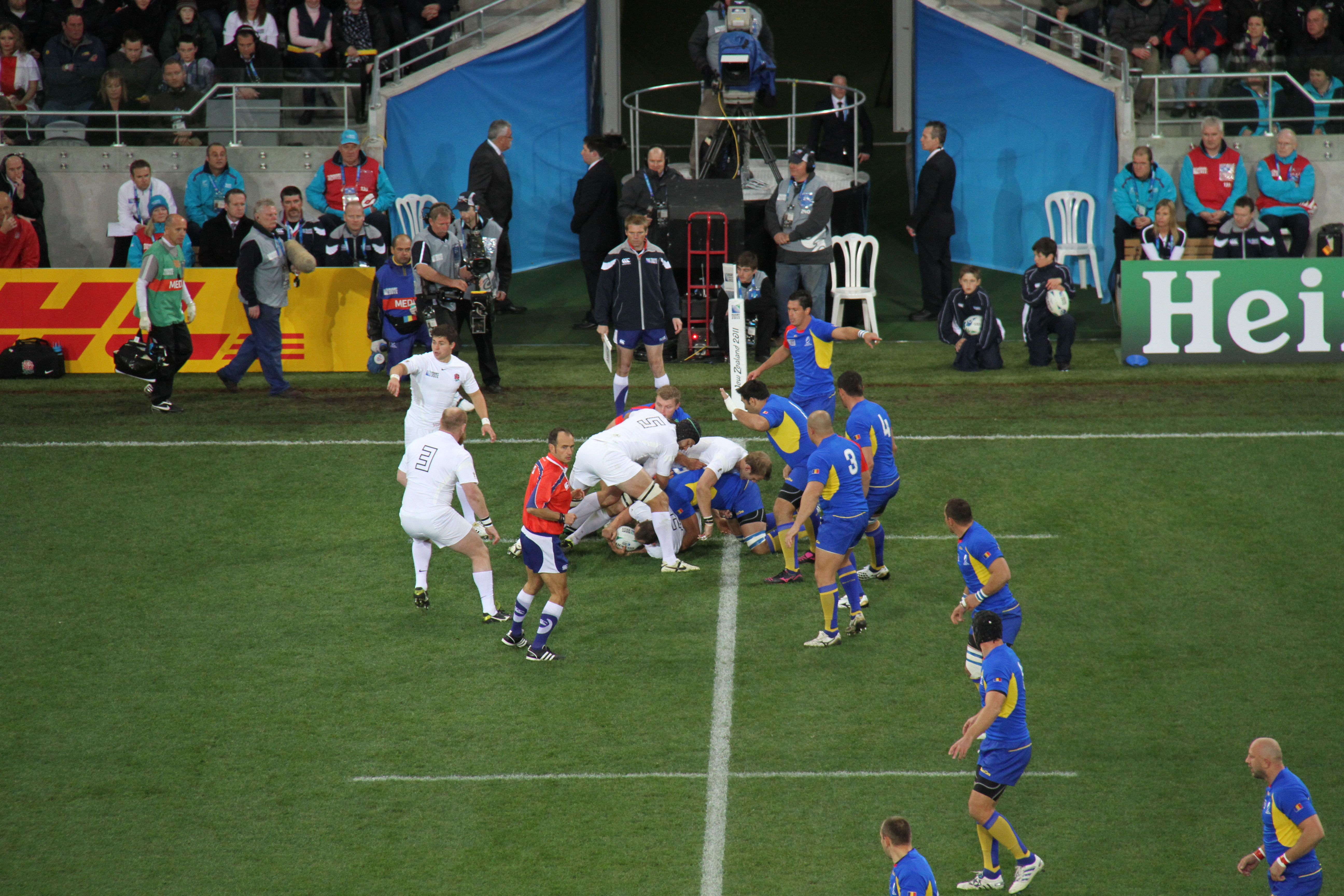
A bola cria uma linha imaginária que, em regra, o jogador não pode atravessar para o lado do adversário

O primeiro conceito que se deve aprender no rugby é o da linha imaginária da bola; é ela quem separa os dois times nos seus lados no campo.
Se algum jogador do time estiver a frente da linha da bola (ou seja, no lado do adversário), ele é, na maioria das vezes, considerado fora de jogo e qualquer passe irregular para ele será considerado penalidade.
Por essa razão, o jogador que está portando a bola é quem deve, em regra, avançar para o ataque.

### Passe

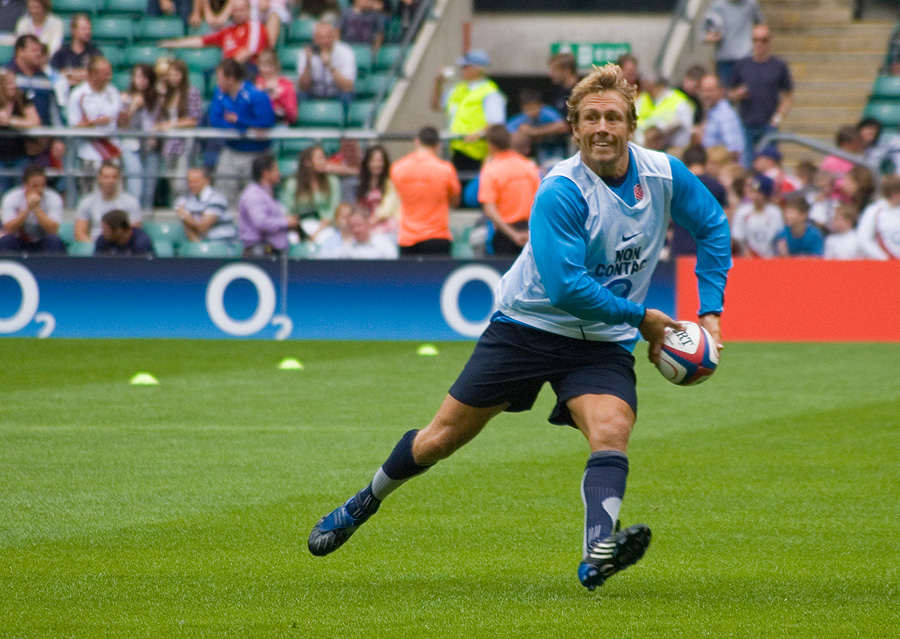
Usando as mãos, o jogador nunca pode passar a bola para frente

#### Com as mãos
Só é permitido passar a bola com as mãos para o lado ou para trás, os avanços do time são decorrentes das corridas do jogador com a posse da bola.

#### Com os pés
Sem as mãos, o jogador pode fazer passes para a frente, geralmente usando pontapés. No chute, só podem perseguir a bola, além do chutador, os jogadores que estiverem em linha ou atrás do mesmo no momento do pontapé.

### Tackleou placagem

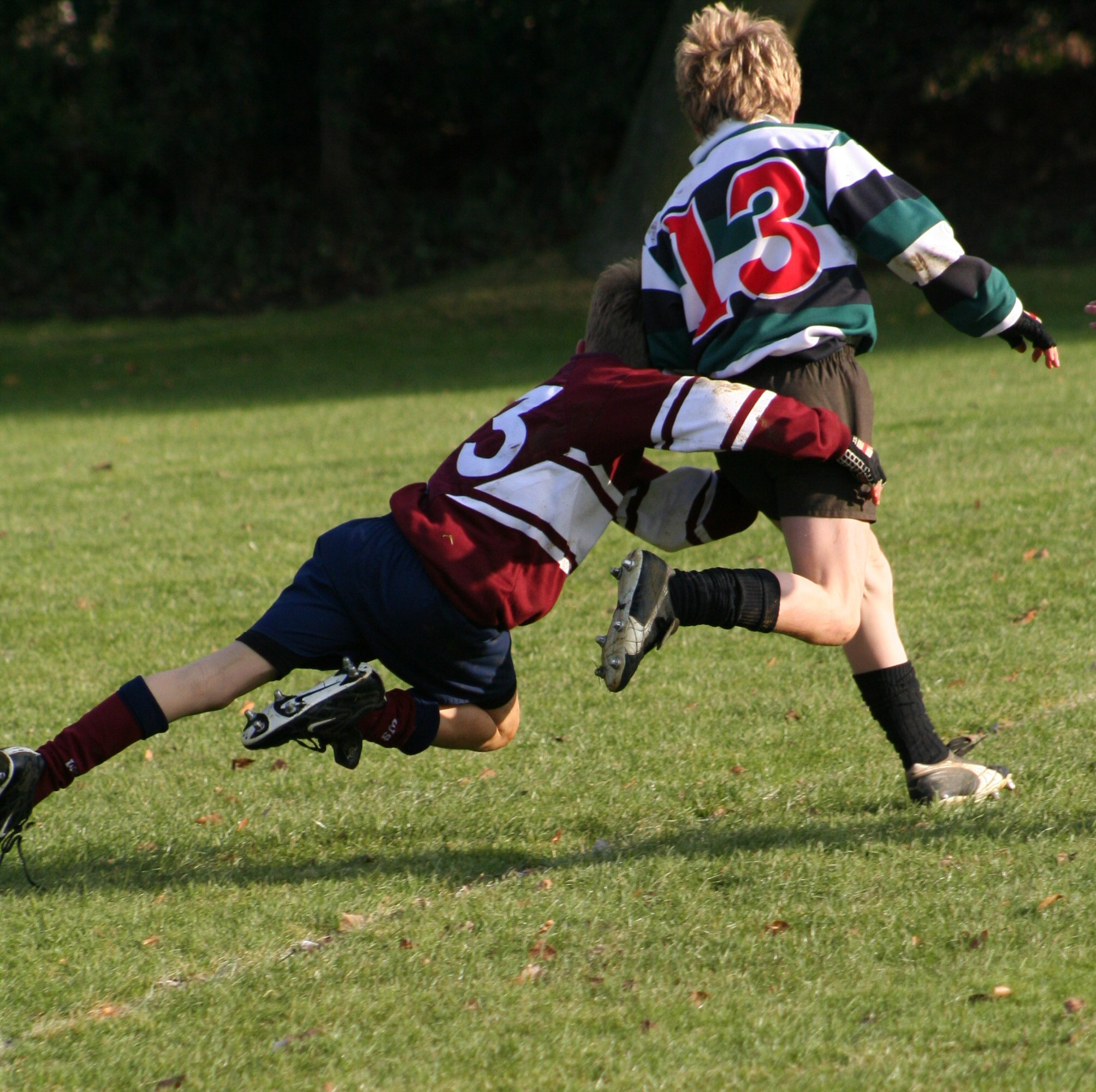
O tackle ou placagem só pode ser feito no jogador que estiver portando a bola

O tackle é feito agarrando-se o jogador adversário que está portando a bola e conduzindo-o ao chão para que se possa fazer a tentativa de tomada da posse de bola através do ruck.
O placador poderá fazer uso do ombro, de modo a travar o avanço do portador da bola, mas a utilização dos braços é obrigatória.

### Ruck

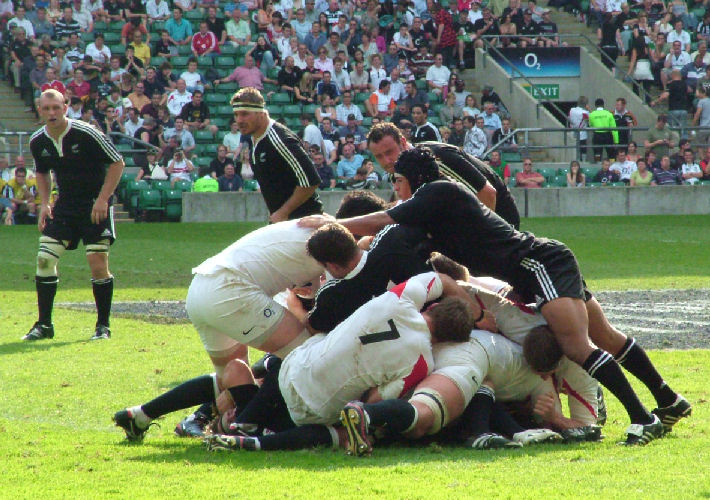
Através do ruck, o time adversário pode roubar a posse de bola se empurrar todos os jogadores adversários para atrás da linha da bola.

Quando um jogador é placado ele solta a bola e é formado um "ruck", podendo mais jogadores também serem adicionados. Eles se empurram para tentar fazer a bola ficar do lado do time. Os jogadores dentro do "ruck" não podem usar as mãos para empurrar a bola.
O ruck é a forma mais comum de se tentar roubar a posse de bola. Quanto mais jogadores o time usar no ruck mais forte ele ficará e maiores serão as chances do time roubar a posse de bola. Em compensação, o time terá menos opções de jogadores livres para passar a bola ou para defender.

### Maul

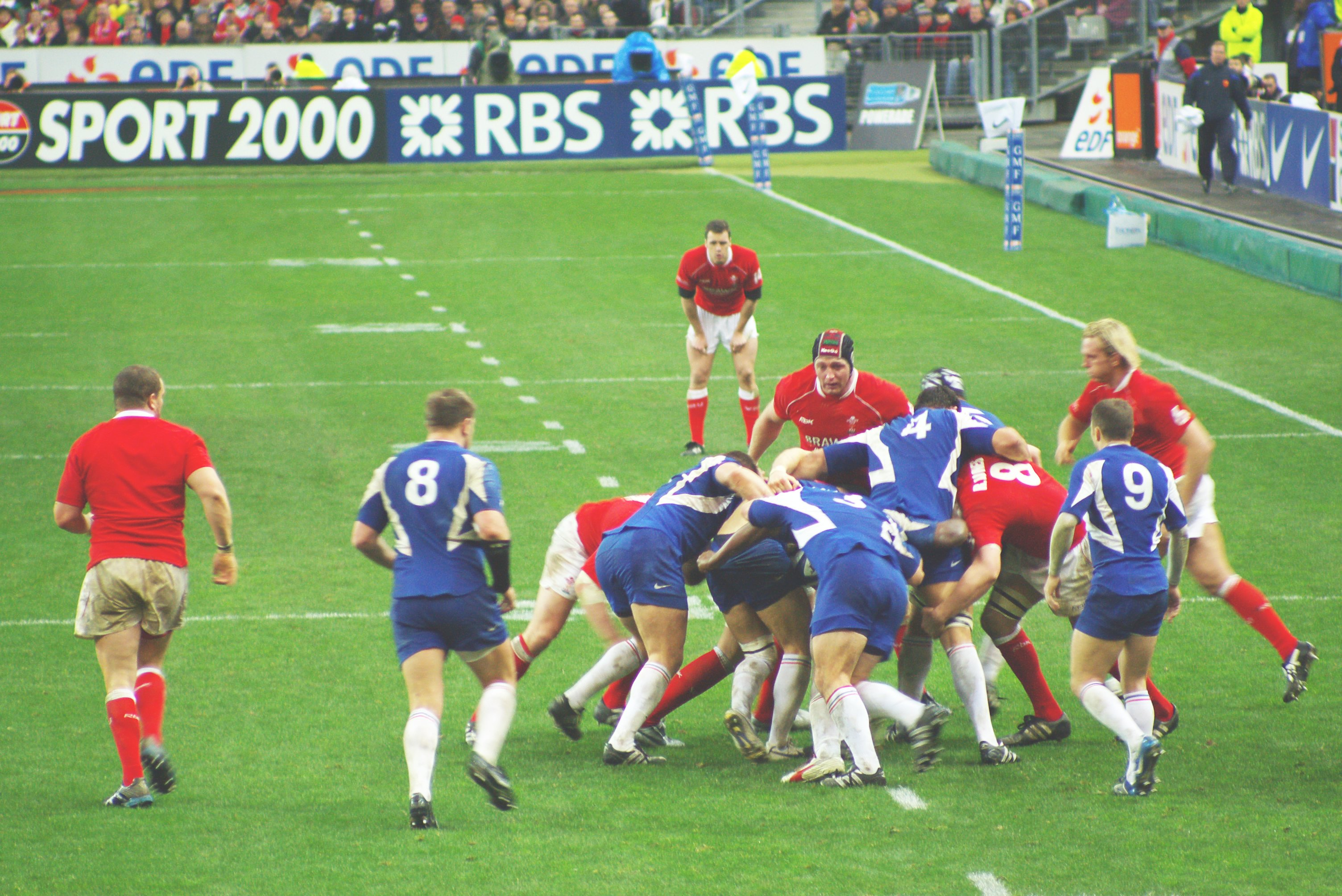
O maul acontece quando não se consegue fazer um tackle ou placagem

O maul acontece quando três jogadores, sendo um que tem a posse da bola e mais dois, um de cada time, estão em contato.
O que difere o ruck do maul é que a bola não se encontra no chão, e sim na mão do jogador. A linha de impedimento também é formada no último pé, do último homem da formação e os jogadores só podem entrar no maul por trás desse último jogador, sendo a entrada pelo lado penalizada.
Os jogadores devem manter os ombros e cabeça acima da linha da cintura, e o time que não tem a posse da bola não pode derrubar o maul intencionalmente (regras antigas, pois segundo as novas regras definidas pela IRB já é possível derrubar ajudando assim a equipe que defende). Também não é permitido tirar os jogadores do maul, a não ser que esse seja do time adversário e esteja do lado errado do maul.

### Scrum (Mele)

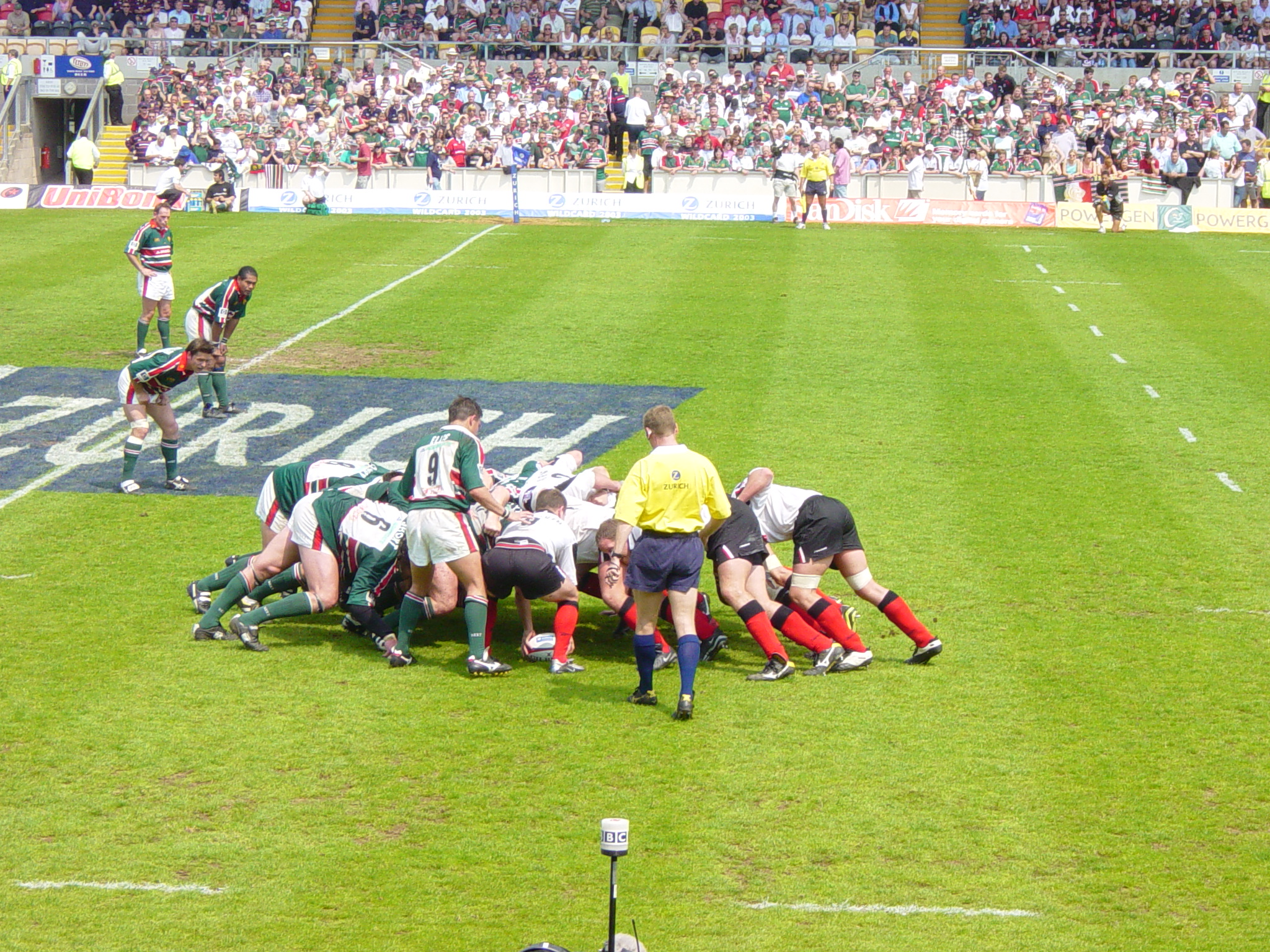
Num scrum ou "formação ordenada", pode-se avançar a linha da bola

Formação de um scrum

O scrum ou "formação ordenada" (ou ainda "peleja") é uma situação frequente no rugby. Geralmente, é usado após uma jogada irregular ou em alguma penalização. Os 8 Avançados das duas equipes formam uns contra os outros. O scrum-half (médio-formação) da equipe que não cometeu a infração insere a bola no meio do "túnel" formado pelas duas primeiras linhas de cada equipe com a finalidade de que os jogadores da sua equipe consigam ganhar (talonar) a bola.
As novas regras dizem que qualquer jogador que não faça parte da formação ordenada (composta por avançados e formação) tem que se encontrar a 10 metros da mesma.

### Laterais
Lateral, Lineout ou Alinhamento

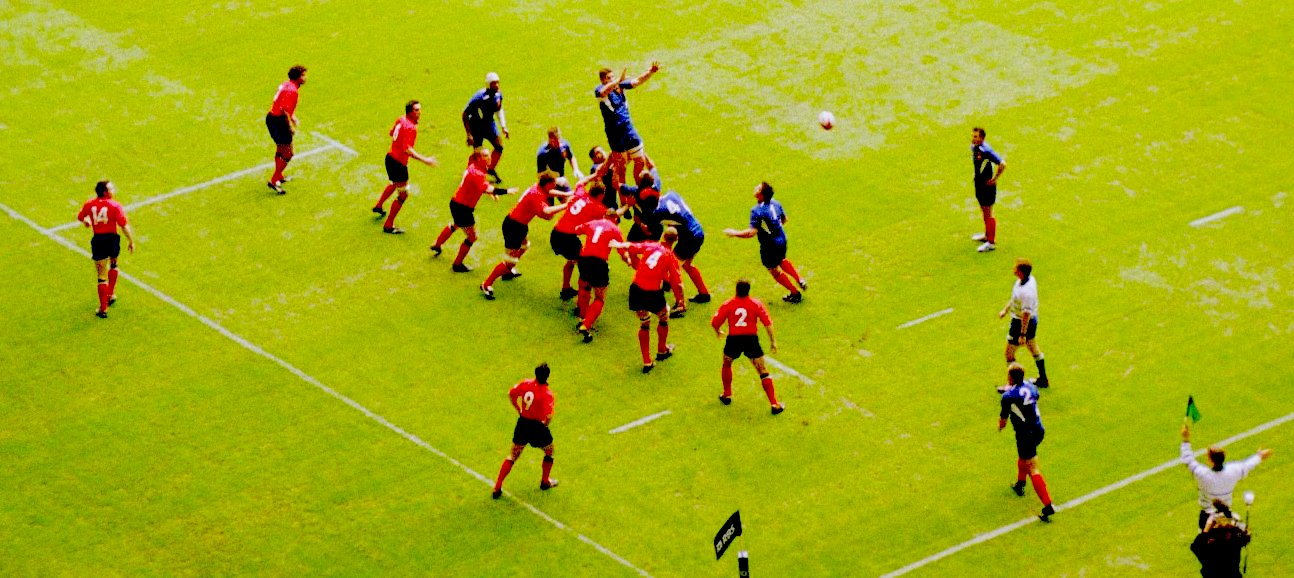
Cobrança de um lateral ou lineout no rugby

Quando a bola sai pela lateral do campo, uma das formas de repô-la em jogo é realizando um alinhamento. O hooker (talonador) da equipe não responsável pelo alinhamento verificado, lança a bola por cima da cabeça no meio das duas linhas formadas por um máximo de oito jogadores Avançados de cada equipe, que tentarão pegar a bola saltando, sem haver disputas corpo-a-corpo.
No alinhamento, é permitido que se levantem os jogadores no ar a fim de que seja pega a bola. Normalmente, os levantados são os Segundas-Linhas ou Terceiras-Linhas (Asas) e os que formam o "elevador" são os Pilares, dado que estes, por fazerem parte do pack, tendem a ser mais fortes, enquanto aqueles, corredores, necessitam de maior leveza e agilidade.
Alternativamente, quando a bola é posta pela lateral, a equipe adversária pode repô-la rapidamente para dentro do campo, bastando que ela cruze a linha de 5 metros, sem formação de linhas. Caso a reposição não seja imediata, deve-se proceder ao lineout. Isto não é possível se a bola que saiu for trocada ou tocada por alguém.

### Mark ou marco
Quando a equipe adversária chuta a bola e o jogador da outra equipe a pega sem cair no chão e dentro da área de 22 metros, ele pode pedir mark ou marco, que consiste na possibilidade de beneficiar de um livre. O jogador que pediu marco tem o direito de dar um chute de onde pegou a bola ou jogar à mão sem interferência do adversário.

### Penalty Try
O Penalty Try (try/ensaio de penalidade), quando um jogador é impedido de anotar um try certo por meio de um penal, o árbitro pode anotar um try de penalidade, validando um try para a equipe que sofreu o penal.

## Penalidades
Existem vários tipos de penalidades no rugby, com várias formas de serem punidas. Existem 4 formas de se cobrar uma penalidade:
- Punt — Um chute para frente, visando fazer a bola sair pela linha lateral. Neste lineout a equipe que cobrou a penalidade terá a posse de bola.
- Scrum (Mele) — Formação de um scrum, com a equipe ofendida pondo a bola no túnel
- Run — Simplesmente correr com a posse de bola
- Penalty Goal — Tentativa de chute entre as traves, para marcar pontos

### Placagem perigosa
- Explicação: Placagem perigosa, pelas acepções apresentadas, é o tackle irregular ou ilegal, com o objetivo de derrubar o adversário de forma irregular ou perigosa, cometendo faltas.
- Placagem sem a bola / Tackle off the ball

Marcado quando um jogador é placado sem a bola, se for intencional pode ser considerada como atitude antiesportiva quase sempre punida com expulsão.
- Placagem alta / High tackle

É quando um jogador placa o adversário acima da linha dos ombros. Isso é considerado "jogo perigoso", por isso o jogador leva cartão amarelo ficando fora do jogo durante dez minutos; se o jogador fizer isso duas ou mais vezes, é expulso.
- Placagem sem braços

É sancionada quando o placador apenas utiliza o ombro para derrubar o portador da bola.
- Placagem no ar

É considerada uma "placagem no ar" quando um jogador tenta placar outro que não se encontra com os pés no chão (por exemplo, salto para apanhar a bola num recomeço de jogo ou num alinhamento lateral).

### Pass forward
É marcado quando a bola é passada, com as mãos, para a frente. Nesse caso, é formado, no local da penalidade, um scrum.

### Offside
Se o jogador fica na frente da linha de uma formação ele está offside, com isso seu time sofre uma penalidade. É igualmente penalidade se um jogador tentar disputar uma bola chutada por um colega de equipa que se encontrava atrás dele.

### Knock on/Avant
Quando o jogador deixa a bola cair para a frente sem intenção e ela bate no chão, ocorre uma penalização chamada knock on. Nesse caso, é formado, no local da penalidade, um scrum.

### Arbitragem

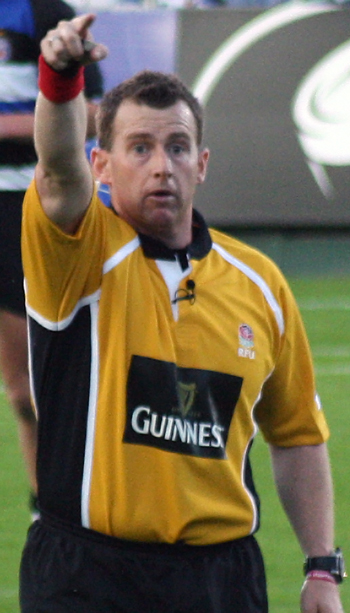
No rugby, somente os capitães dos times podem se dirigir ao árbitro

No rugby, existem três ou quatro árbitros, sendo três de campo. O principal árbitro apita e conduz o jogo em campo e outros dois são os laterais como no futebol. Em competições internacionais ou dentro das grandes ligas, existe ainda o árbitro de vídeo, que assiste à partida pela televisão e tem acesso a recursos para conferir jogadas nas quais os três árbitros têm dúvida ou não chegam a um consenso. Serve também para advertir ou punir jogadores que cometeram agressões contra os adversários durante a partida.
Algo interessante no rugby é que os jogadores não podem falar, discutir e jamais insultar os árbitros. (É necessário que todos os jogadores respeitem esta regra fundamental) Somente os capitães podem se dirigir ao árbitro, que pode punir um jogador e/ou o time caso tal regra seja desrespeitada.
Existem dois tipos de cartões:
- Cartão amarelo — expulsão temporária por 10 minutos
- Cartão vermelho — expulsão permanente do jogo

## Campeonatos

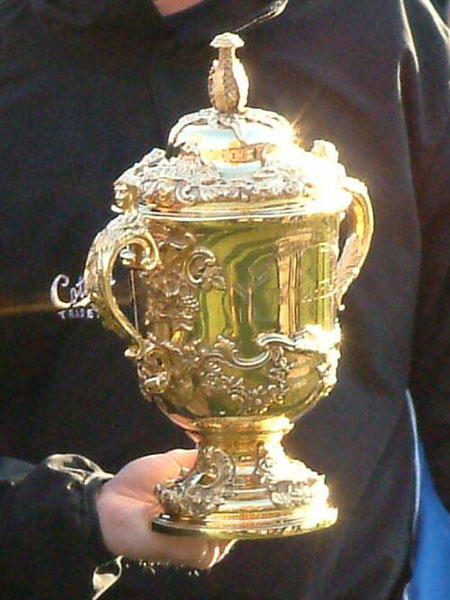
Troféu Webb Ellis ganho pela seleção campeã da Copa do Mundo

O mais importante campeonato de râguebi é o Copa do Mundo.

### Entre seleções

#### Copa do Mundo
A Copa do Mundo de Rugby Union é o principal evento entre selecções. Disputada a cada quatro anos desde 1987, trata-se do terceiro evento desportivo mais visto no planeta (atrás apenas da Copa do Mundo de Futebol e dos Jogos Olímpicos). A antepenúltima edição do evento, ocorrida em 2003, foi assistida por mais de 3,4 bilhões de pessoas (conforme informação do site Rugby World Cup History).
Os campeões são a Nova Zelândia campeã em 1987, 2011 e 2015, Austrália em 1991 e 1999, África do Sul em 1995, 2007 e 2019, e Inglaterra em 2003.

#### Outras competições
Outros importantes torneios são:

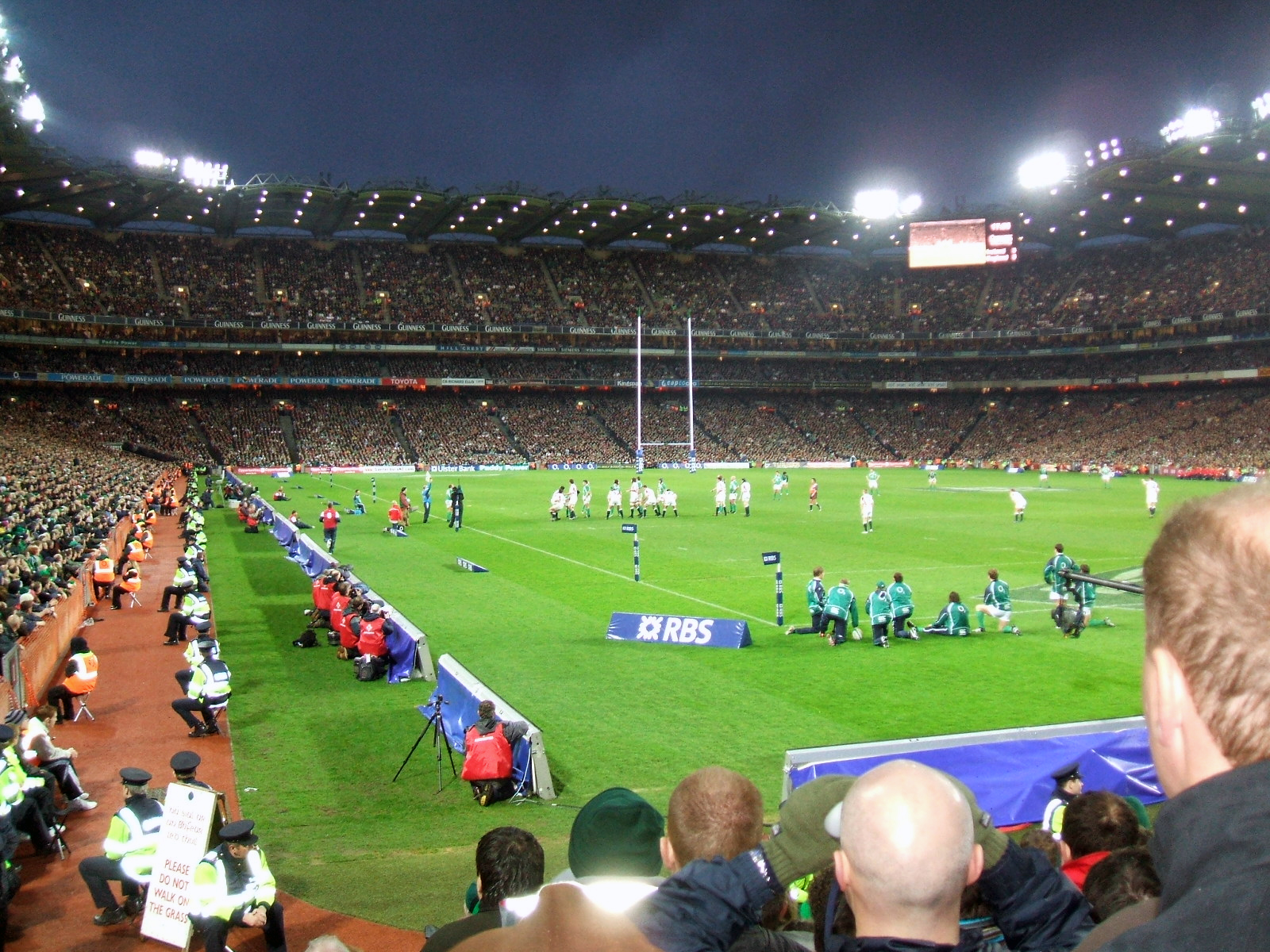
Jogo na Irlanda pelo torneio das Seis Nações

- A copa das Seis Nações (torneio desportivo entre selecções mais antigas do mundo), disputado pela Inglaterra, Escócia, País de Gales, Irlanda, França e Itália.
- The Rugby Championship, disputado pela Austrália, Nova Zelândia, África do Sul e a Argentina.
- A Pacific Nations Cup disputada por cinco seleções da região do Oceano Pacífico: Japão, Fiji, Samoa, Tonga e os Junior All Blacks, a seleção B da Nova Zelândia.
- O Campeonato Sul-Americano dividido em duas divisões: Série A (Argentina, Uruguai, Chile, Brasil e Paraguai) e Série B (Colômbia, Peru, Venezuela e Costa Rica).

Além desses campeonatos, as principais seleções do mundo disputam anualmente uma série de amistosos, denominados Tests, os quais são muito valorizados no mundo do rugby.

### Entre clubes, seleções regionais e franquias

#### Campeonatos Nacionais

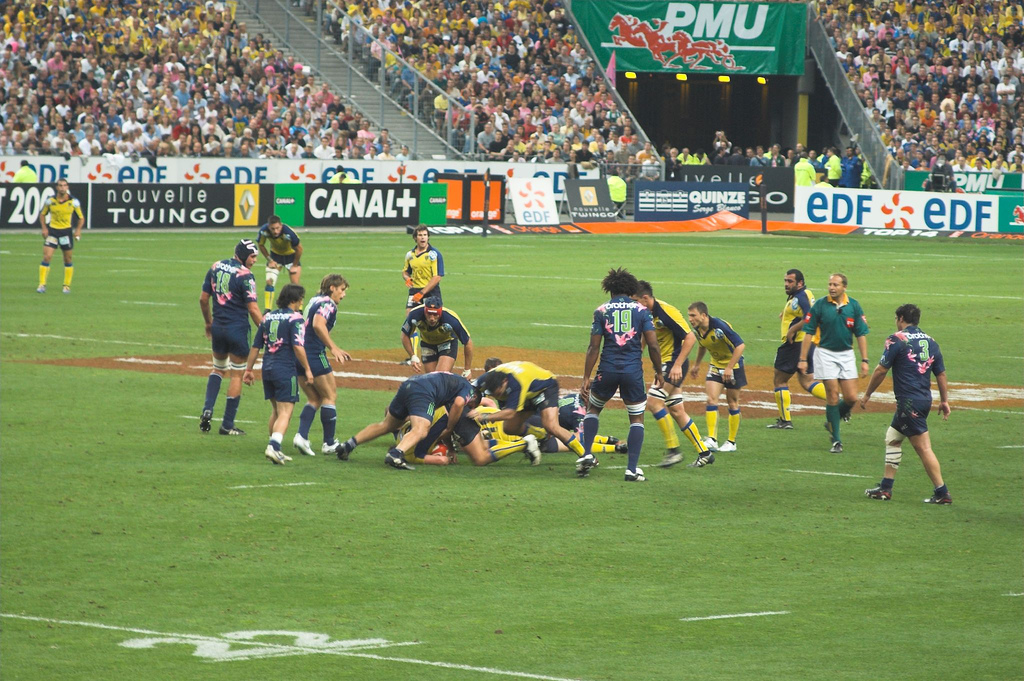
Jogo válido pelo torneio Top 14, o campeonato francês de rugby

A maioria dos países do mundo está inserido no Rugby amador, e seus campeonatos é organizado entre seleções de províncias ou estados, e mesmo de clubes. Os países que organizaram um liga profissional são os que hoje tem campeonatos mais destacados e organizam partidas com sucesso de público.
Os campeonatos profissionais mais importantes no mundo são
Nacionais
- O Campeonato Francês — Disputado por clubes e organizada em divisões, sendo a principal divisão chamada de (Top 14), um dos mais importantes campeonatos da Europa, com clubes multicampeões continentais.
- O Campeonato Inglês (Gallagher Premiership) — A Taça também é disputada por clubes e organizada em divisões. A Inglaterra é o país com mais clubes de Rugby na Europa.
- Campeonato Italiano (Campionato di Eccellenza) — Disputado entre clubes e organizado em divisões. Algumas equipes foram introduzidas no Pro 12.
- O Campeonato Sul-Africano (Currie Cup) — Disputado por seleções regionais, algumas dessas foram introduzidas no Super Rugby.
- O Campeonato Neozelandês (Bunnings NPC) — Campeonato de seleções provinciais muito tradicional no país que é considerado a maior potencia do Rugby mundial.
- O Campeonato Japonês (Top League) — É uma liga industrial, com as equipes pertencendo às grandes empresas.
- O Campeonato Brasileiro de Rugby XV (Super 12) - É o principal torneio de Rugby Union do Brasil, disputado anualmente para definir o campeão maior da modalidade no país. Promovido pela CBRu, é organizado desde 1964, sendo um dos torneios nacionais mais antigos do país ainda sendo disputado.

Multinacionais
- Pro14 — Chamada de Liga Celta, é disputada por equipes das Irlandas, Escócia, País de Gales e da Itália. É um sistema franqueado com as equipes representando regiões estipuladas em seus países, à exceção da Itália que é representada por clubes. Todos os países tem suas próprias ligas, hoje menor evidenciadas.

Na Inglaterra, na França e na Itália, o modelo de competição escolhido é o de clubes. Na Liga Celta o campeonato é disputado em sistema de franquias com representação regional. Na África do Sul e na Nova Zelândia, o modelo usado é o de seleções regionais, isto é, equipes que podem representar uma província inteira, mais de uma província, uma parcela de uma província ou uma região designada por algum motivo histórico, geográfico ou meramente esportivo. Com o profissionalismo, o caráter de seleção foi perdido, já que os jogadores podem ser contratados de uma equipe para a outra, mas a representatividade das equipes continua a mesma. No Japão, os times são mantidos por grandes corporações.
Na Europa, as ligas geralmente duram o ano todo, começando em meados de agosto e terminando em meados de maio do ano seguinte. No hemisfério sul geralmente as ligas nacionais duram apenas metade do ano, sendo na outra metade disputadas as competições internacionais.

#### Campeonatos Internacionais
Na Europa, há dois grandes campeonatos continentais interclubes: a Champions Cup (ou Copa dos Campeões, antes conhecida como Heineken Cup), e a Challenge Cup. A Copa dos Campeões reúne os primeiros colocados dos campeonatos profissionais da Europa, ao passo que a Challenge Cup reúne as demais equipes dos mesmos campeonatos, assim como equipes de outros países do continente. Há ainda uma terceira competição internacional importante que reúne algumas equipes profissionais e outras semiprofissionais: a British and Irish Cup, da qual participam equipes das segundas divisões de Inglaterra, País de Gales, Escócia e Irlanda.
A Liga Hemisférica
A África do Sul, Austrália e Nova Zelândia possuem uma liga internacional que opera no modelo de franquias: o Super Rugby, considerada a maior liga de Rugby do Hemisfério Sul. De 1996 a 2005, a competição era chamada de Super 12, tendo a participação de doze equipes. De 2006 a 2010, ficou conhecida como Super 14, já que dela participavam catorze equipes. A partir de 2011 será chamada de Super 15, e terá a participação de quinze equipes, cinco de cada país. Cada equipe (franquia) do Super Rugby representa uma região. No caso da Austrália, cada uma das cinco franquias representa um estado. No caso das franquias da África do Sul e da Nova Zelândia, cada uma representa um conjunto de equipes dos respectivos campeonatos nacionais (Currie Cup, na África do Sul, e Bunnings NPC, na Nova Zelândia). Em 2016 foram introduzidas duas equipes, uma da Argentina e outra do Japão.
O Super Rugby Américas
O Super Rugby Américas é um formato de torneio de franquias de Rugby Union nas Américas. É organizado e liderado pela Sudamérica Rugby, a maior entidade de Rugby da América do Sul.[carece de fontes?]

### Calendário das principais competde Rs
| Jan                                   | Fev                                   | M.ar                                  | Abr                                   | Mai                                   | Jun            | Jul                    | Ago                        | Set                        | Out                        | Nov                        | Dez                        |
| ------------------------------------- | ------------------------------------- | ------------------------------------- | ------------------------------------- | ------------------------------------- | -------------- | ---------------------- | -------------------------- | -------------------------- | -------------------------- | -------------------------- | -------------------------- |
| Ligas europeias (2º turno e playoffs) | Ligas europeias (2º turno e playoffs) | Ligas europeias (2º turno e playoffs) | Ligas europeias (2º turno e playoffs) | Ligas europeias (2º turno e playoffs) |                |                        | Ligas europeias (1º turno) | Ligas europeias (1º turno) | Ligas europeias (1º turno) | Ligas europeias (1º turno) | Ligas europeias (1º turno) |
| Copa Heineken                         |                                       |                                       | Copa Heineken (playoffs)              | Copa Heineken (playoffs)              |                |                        |                            |                            | Copa Heineken (1ª fase)    | Copa Heineken (1ª fase)    | Copa Heineken (1ª fase)    |
|                                       | Seis Nações                           |                                       |                                       |                                       |                |                        |                            |                            |                            |                            |                            |
|                                       |                                       |                                       |                                       |                                       | Tours de Verão |                        |                            |                            |                            |                            |                            |
|                                       |                                       |                                       |                                       |                                       |                | The Rugby Championship |                            |                            |                            |                            |                            |
|                                       | Super Rugby                           |                                       |                                       |                                       |                |                        |                            |                            |                            |                            |                            |
|                                       |                                       |                                       |                                       |                                       | Currie Cup     |                        |                            |                            |                            |                            |                            |
|                                       |                                       |                                       |                                       |                                       |                | Bunnings NPC           |                            |                            |                            |                            |                            |

## Filosofia
O rugby, apesar de ser um esporte de contato, também carrega muitos ensinamentos de valores e respeito entre os companheiros, os adversários, a arbitragem e aos torcedores. Costuma-se dizer que o rugby possui 5 valores: a integridade, o respeito, a solidariedade, a paixão e a disciplina.
Essa filosofia acabou por afastar os hooligans do esporte. Costuma-se dizer que "O rugby é um esporte de brutos jogado por cavalheiros". No rugby, ações de desrespeito à arbitragem, ao time adversário ou à torcida são punidas severamente. No final do jogo, a equipe vencedora costuma fazer um corredor para receber a perdedora em sinal de respeito. Também, costuma-se ver jogadores aplaudindo adversários após uma boa jogada. Os jogadores devem ter humildade suficiente para acharem que sempre podem melhorar se esforçando mais.
Contudo, muito se critica do fato de a profissionalização ter diminuído muitos desses valores. Também se critica o fato de os valores do rugby terem elitizado o esporte.

### O terceiro tempo
No rugby, diferentemente de outros esportes, existe uma "Terceira Parte", que consiste na reunião das duas equipes para comemorar o jogo e comentar lances e expectativas dos dois times. No Terceiro Tempo, é esquecida a possível rivalidade existente entre as duas equipes, o que resulta numa das melhores características do esporte, que é a camaradagem entre os jogadores e entre as torcidas.
É de costume que o Terceiro Tempo seja bancado pelo time da casa e oferecido ao time visitante.
O Terceiro Tempo, evidentemente, não é oficial e não há referências a ele nas regras do World Rugby.

## Orugbyno mundo

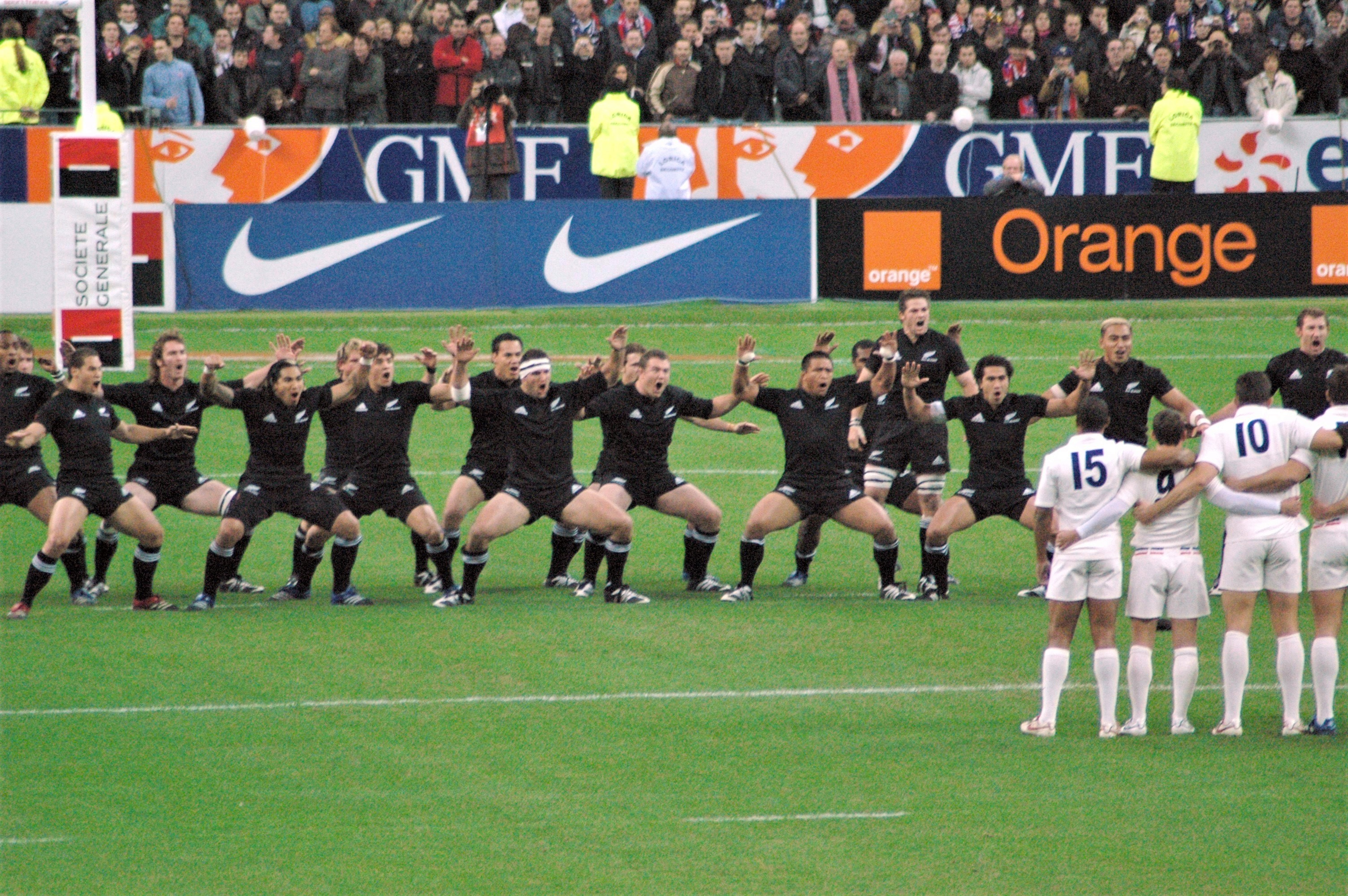
A seleção neozelandesa (os All Blacks) fazendo o tradicional haka antes de seus jogos.

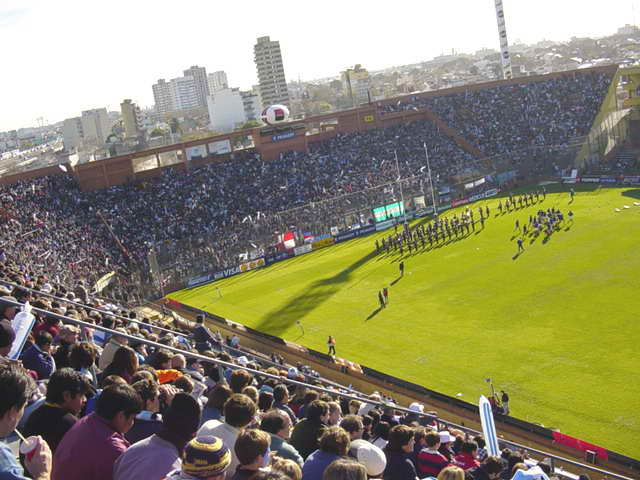
Jogo entre a Argentina e França

Disputado em mais de 120 países, é extremamente popular sobretudo nas partes do mundo de forte influência inglesa, como nas Ilhas Britânicas, na Austrália (Wallabies), na Nova Zelândia (All Blacks) e na África do Sul (Springboks), além da França (Les Bleus), sendo essas as grandes forças do esporte. É também popular na Itália (Gli Azzurri), na Argentina (Los Pumas) e no Uruguai (Los Teros). Fora dos Jogos Olímpicos desde 1928, tudo indicava que o desporto voltasse à família olímpica nos Jogos de 2012 (mas aí, talvez, com a sua versão reduzida, o rugby de sete jogadores, conhecida como rugby sevens), contudo tal expectativa não foi confirmada pelo Comitê Olímpico Internacional, tendo sido confirmada a presença do rugby de sete jogadores nas Olimpíadas de 2016, no Rio de Janeiro.

### O rugby no Brasil

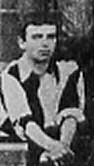
Charles Miller organizou o primeiro clube de rugby de São Paulo, o SPAC.

### Orugbyem Portugal
A variante mais praticada em Portugal é a de Quinze. A Federação Portuguesa de Rugby é a entidade máxima do rugby em Portugal. Ela foi fundada em 1957 na cidade de Lisboa.
Em 2007 foi possível assistir à estreia da Seleção Portuguesa de Rugby Union (também chamados "Os Lobos") no Campeonato Mundial de Râguebi, composta apenas por jogadores amadores. "Os Lobos" perderam todos os jogos, tendo sofrido 3 derrotas nos 3 primeiros jogos, mas ficaram muito perto de vencer a Seleção Romena de Râguebi no último jogo, e conseguiram marcar sempre um ensaio (try) em cada desafio. As grandes equipas portuguesas de râguebi concentram-se na sua maioria na região de Lisboa, mas o jogo é praticado em toda a extensão do território, desde o norte de Portugal, com equipas no Minho e Trás os Montes, até ao Algarve.
Competições Nacionais
- Campeonato Nacional de Rugby Divisão de Honra (iniciado em 1958)
- Campeonato Nacional da 1ª Divisão de Rugby(iniciado em 2006)
- Campeonato Nacional da 2ª Divisão de Rugby (iniciado em 1964)
- Taça de Portugal (iniciado em 1959)

Já na variante de rugby sevens, a seleção portuguesa conseguiu 8 títulos europeus (Sevens Grand prix series): em 2002, 2003, 2004, 2005, 2006, 2008, 2010 e 2011.